# Volvo V40

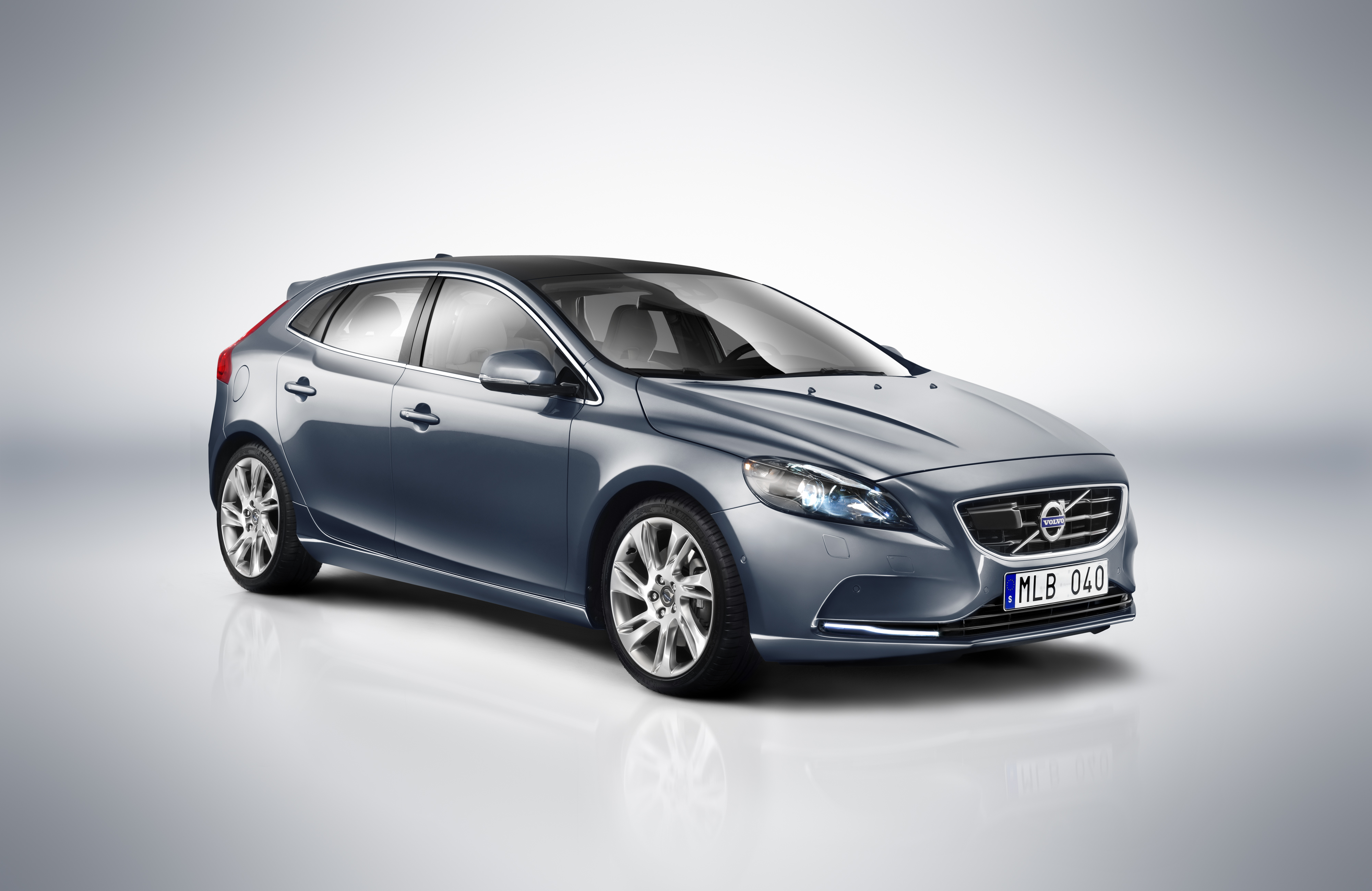
Volvo V40 pre facelift (2012)

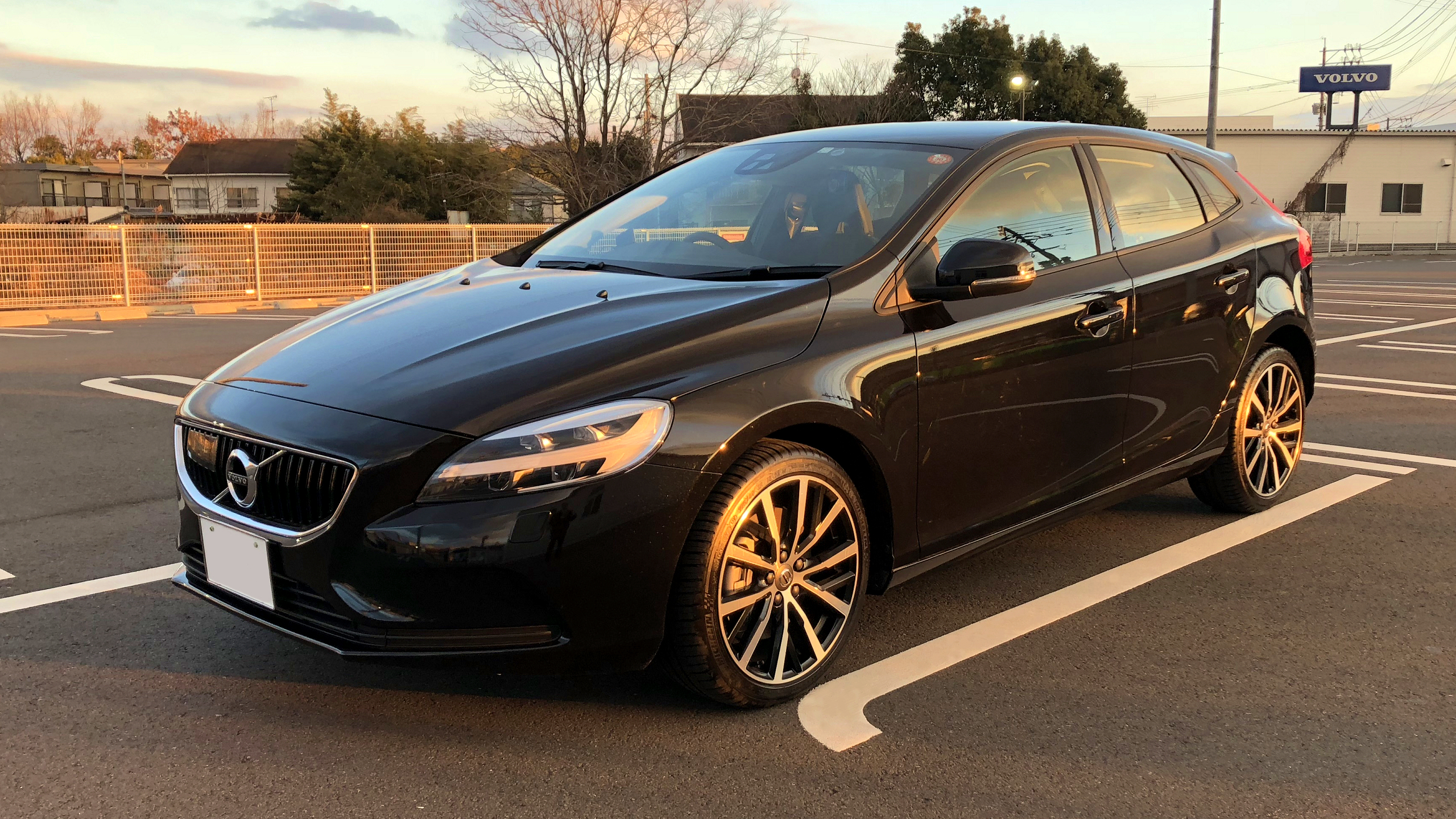
Volvo V40 facelift (2017)

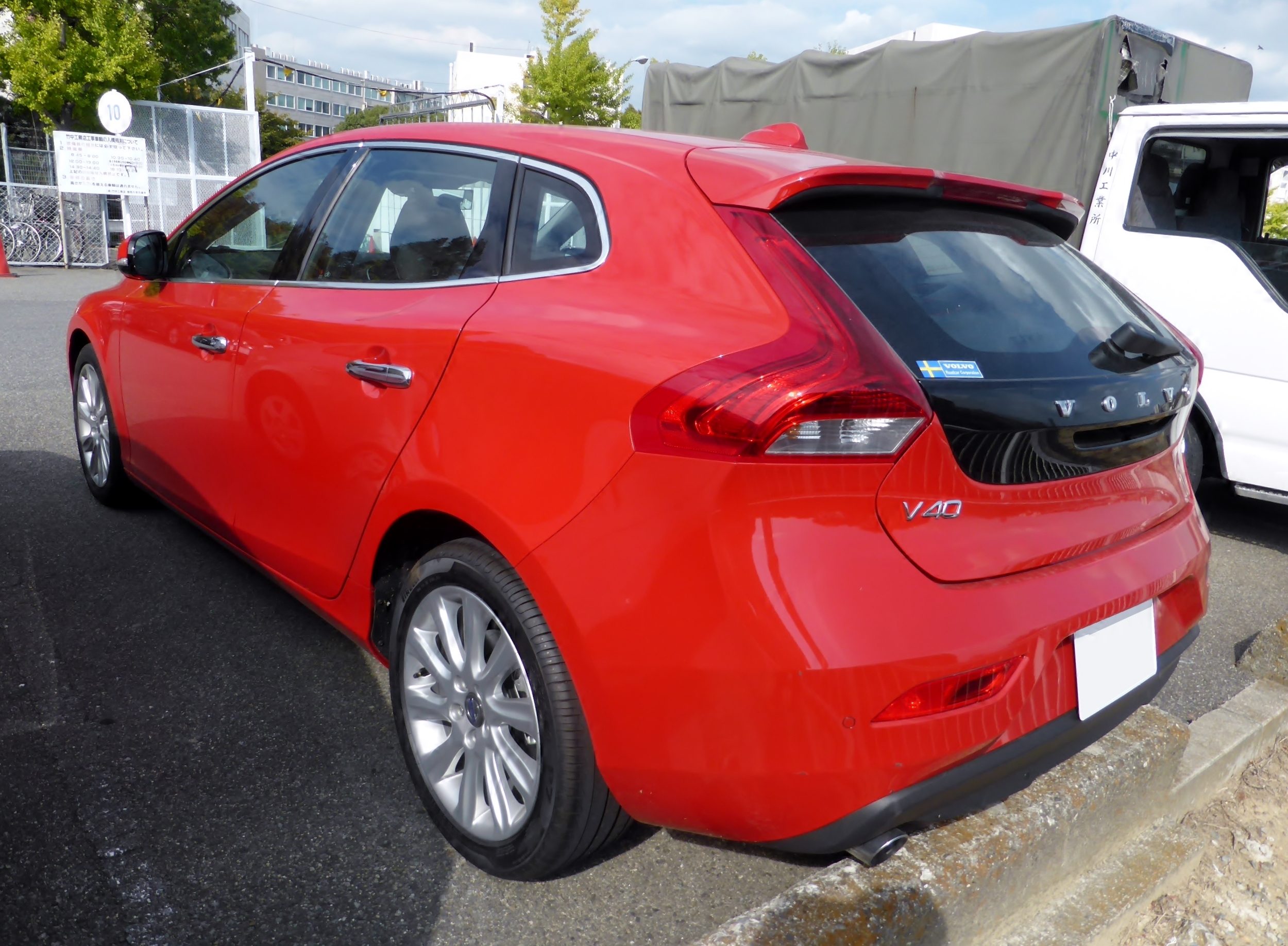
Volvo V40 rear

Volvo V40 var en personbil som tillverkades av Volvo mellan åren 1995 och 2019. I januari 2019 berättade europachefen för Volvo att de skulle avveckla V40 då den inte gav utrymme för den önskade elektrifieringen på grund av den föråldrade plattformen som bilen byggde på. Sista bilen tillverkades och rullade av bandet juli 2019.

## Volvo V40 (Tredje och sista generationen 2012-2019)
Den tredje och sista generationen av Volvo V40 fanns bara i en karossversion, 5-dörrars kombikupé. Storleksmässigt befann den sig i golfklassen och tekniskt byggdes den på plattformen från Ford Focus. Bilen monterades i Volvos bilfabrik i Gent i Belgien.  
För modellåret 2017 presenterade Volvo Cars ett antal designuppdateringar. Bland annat en ny grill med den nya logotypen, nya exteriöra kulörer och nya fälgar. Bilen fick även helt nya strålkastare formade som ett liggande T "Torshammare". Interiören uppdaterades med ett nytt val av textilklädsel, Blond City. De nya utrustningsnivåerna var Bas, Kinetic, Momentum, Inscription & R-Design.       

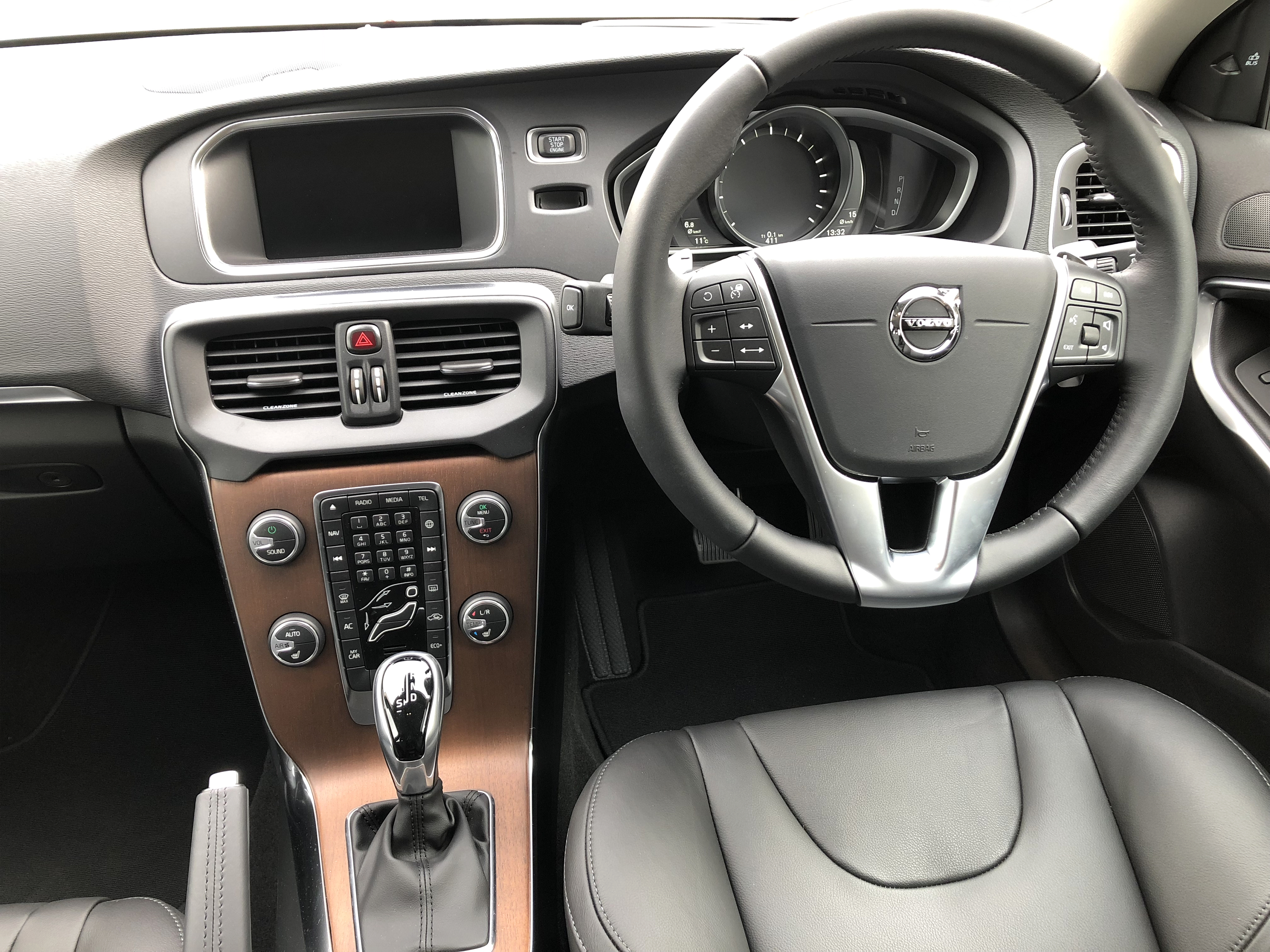
Interior

### V40 Cross Country
Hösten 2012 lanserades en version av V40 som kallas Cross Country. Att det inte var en fullfjädrad SUV antyds av att den fortfarande hette V40 och inte XC40. Skillnaderna mot en vanlig V40 var främst att markfrigången var höjd med 40 mm. Den hade också en del kosmetiska plastdetaljer som identifierar modellen. 
Motoralternativen var nästintill samma som i vanliga V40, med undantag för att den svagaste bensinmotorn inte fanns med i programmet. V40CC gick även att få fyrhjulsdriven med motoralternativen T4 (190 hk) eller T5 (245 hk).

### Drivlina
Båda varianterna av V40 delade lika motoralternativ med några få undantag. Samtliga motorer var fyrcylindriga men vissa motoralternativ var tidigare femcylindriga. Start/stopp-funktion var standard. Motorerna tillverkades i Volvo Cars motorfabrik i Skövde. I bilarnas modellbeteckning började man nu använda ett nytt sätt att ange vilken motor som användes. Istället för att ange cylindervolym (t ex 2,0 T) eller antal cylindrar (t ex D5) fick man nu en kombination av en bokstav (T för bensinmotor, D för diesel) och en siffra som stod för maxeffekten. Det var enklare och mer praktiskt när man övergick till att använda samma 2-liters grundmotor i de flesta modeller men med olika effektuttag. I vissa fall kunde man också använda olika motorer men ha samma beteckning (t ex hade de fyrhjulsdrivna versionerna av D4 kvar den gamla femcylindriga motorn, medan de framhjulsdrivna fick den nya fyrcylindriga med samma effekt).    
Beroende på motorvariant varierade typen av växellåda. Som standard till de flesta motorer levererades bilen med en sexväxlad manuell växellåda. Vid val av fyrhjulsdrift blev det automatiskt en åttastegad automatlåda. Även bilmodellens starkaste motor T5 på 245 hk hade den åttastegade automatlådan som standard.    

#### Diesel
- D2 – 120 hk Sexväxlad manuell växellåda/ Sexstegad Geartronic automatlåda
- D3 – 150 hk Sexväxlad manuell växellåda/ Sexstegad Geartronic automatlåda
- D4 – 190 hk Sexväxlad manuell växellåda/ Åttastegad Geartronic automatlåda

#### Bensin
- T2 – 120 hk (ej V40 Cross Country) Sexväxlad manuell växellåda/ Sexstegad Geartronic automatlåda. Finns både i 1,5 liter och 2 liter. beroende om det är manuel eller automat, och vilken årsmodell
- T3 – 152 hk Sexväxlad manuell växellåda/ Sexstegad Geartronic automatlåda.  Finns både i 1,5 liter och 2 liter. beroende om det är manuel eller automat, och vilken årsmodell
- T4 – 190 hk (aut AWD V40 Cross Country) Sexväxlad manuell växellåda/ Sexstegad Geartronic automatlåda/ Åttastegad Geartronic automatlåda AWD
- T5 – 245 hk (aut AWD V40 Cross Country) Åttastegad Geartronic automatlåda

(Observera att dessa motoralternativ gäller från 2016 års modeller, MY16.)

### Tekniska data
- Längd: 4369 mm
- Karossens bredd: 1783 mm
- Höjd (med hajfena): 1439 mm
- Hjulbas: 2647 mm